# 北海道立北見病院

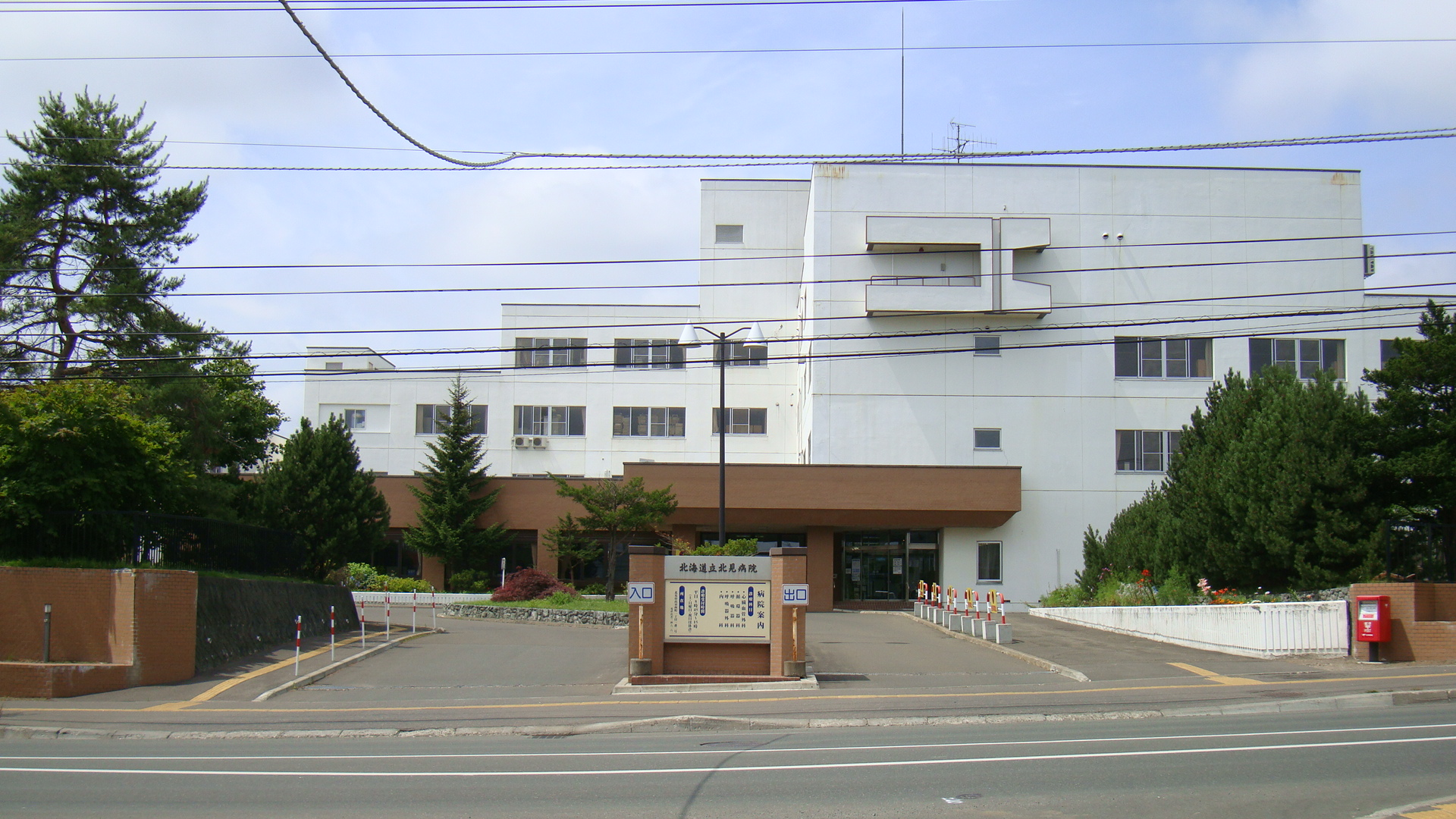
旧病院

北海道立北見病院（ほっかいどうりつきたみびょういん）は、北海道北見市にある病院（道立病院）。オホーツク圏で唯一の心臓血管外科がある。3階上空通路で北見赤十字病院と接続しており、一体的な医療提供を構築することによって救急・急性期医療の充実化を図っている。

## 沿革
- 1952年（昭和27年）：北見・網走・紋別地区の結核医療を担うため、「北海道北見診療所」として開設。
- 1971年（昭和46年）：「北海道立北見病院」と改称。
- 1972年（昭和47年）：人工透析開始。
- 1982年（昭和57年）：北見市高栄西町1丁目1-2に移転。
- 1989年（平成元年）：結核病床をすべて一般病床に変更。
- 1997年（平成09年）：外来診療棟増築工事完成。
- 2005年（平成17年）：外来診察室改修工事完成。
- 2016年（平成28年）：現在地に新築移転[3][4]。北見赤十字病院と接続。
- 2018年（平成30年）：指定管理者制度を導入し、日本赤十字社が指定管理者となる[5]。

## 機関指定
| 保険医療機関     | 労災保険指定病院                   |
| 生活保護指定病院 | 結核予防法指定病院                 |
| 育成医療指定病院 | 原子爆弾被爆者一般疾病医療取扱病院 |

## 診療科など
診療科
- 心臓血管外科・呼吸器外科
- 循環器内科
- 呼吸器科
- 内科
- 麻酔科

部門
- 臨床検査科
- 放射線科
- 薬局
- 人工透析
- 栄養指導科

## 施設認定
| 3学会構成心臓血管外科専門医認定機構基幹施設 | 日本胸部外科学会認定医認定制度関連施設 |
| 日本外科学会外科専門医制度関連施設          | 日本呼吸外科学会専門医制度関連施設     |
| 日本循環器学会認定循環器専門医研修施設      | 日本透析医学会教育関連施設             |
| 日本麻酔科学会麻酔科認定病院                |                                        |

## アクセス・駐車場
- 北海道旅客鉄道（JR北海道）北見駅から徒歩8分
- 北海道北見バス
  - 「道立病院」バス停から徒歩1分
  - 「北見郵便局」バス停から徒歩2分
  - 「日赤病院」バス停から徒歩3分
- 第1 - 第4駐車場あり